# Tristan da Cunha
|  | Aquest article tracta sobre el grup d'illes de l'oceà Atlàntic. Si cerqueu l'explorador portuguès, vegeu «Tristão da Cunha». |

Tristan da Cunha (/ trɪstən də kuːnə /; conegut de forma col·loquial en anglès com a Tristan), és un grup remot d'illes volcàniques situades a l'oceà Atlàntic sud, la principal illa del qual s'anomena igual. És l'arxipèlag habitat més remot del món, a 2.173 quilòmetres de la terra habitada més a prop, Santa Helena, i a 2.400 quilòmetres de la terra continental més a prop, Sud-àfrica. Es troba a 3.360 quilòmetres d'Amèrica del Sud. El territori es compon de l'illa principal, Tristan da Cunha, que té una longitud nord-sud d'11,27 quilòmetres i una superfície de 98 quilòmetres quadrats, les illes més petites i deshabitades de Nightingale, i les reserves naturals de les illes Inaccessible i Gough. El gener del 2017 l'illa principal tenia 262 habitants permanents. Les altres illes estan deshabitades, exceptuant el personal d'una estació meteorològica a l'illa de Gough.
Tristan da Cunha forma part del territori britànic d'ultramar de Santa Helena, Ascensió i Tristan da Cunha, que inclou Santa Helena i la propera a l'equador illa de l'Ascensió, uns 3.730 quilòmetres al nord de Tristan da Cunha. L'accés a l'illa principal és molt complicat, a causa de la seva llunyania i perquè està envoltada per penya-segats de més de 600 metres d'altitud.

## Geografia

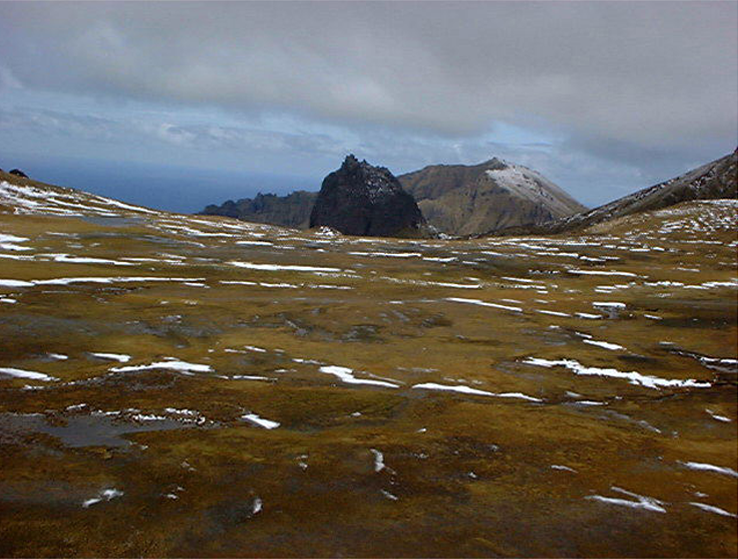
Illa de Gough, Tristan da Cunha

Es creu que Tristan da Cunha es va formar per una llarg aflorament de magma anomenat Punt calent de Tristan da Cunha. Tristan da Cunha és l'illa principal de l'arxipèlag del mateix nom, que consta de les següents illes:
- Tristan da Cunha, l'illa principal i més gran, que té una superfície de 98 quilòmetres quadrats.[5] (37° 6′ 44″ S, 12° 16′ 56″ O / 37.11222°S,12.28222°O)
- Illa Inaccessible, que té una superfície de 14 km².
- Illes Nightingale, que té una superfície de 3,4 km².
  - Illa Nightingale, que té una superfície de 3,2 km².
  - Illa Middle, que té una superfície de 0,1 km².
  - Illa Stoltenhoff, que té una superfície de 0.1 km².
- Illa Gough, que té una superfície de 91 km².[6]

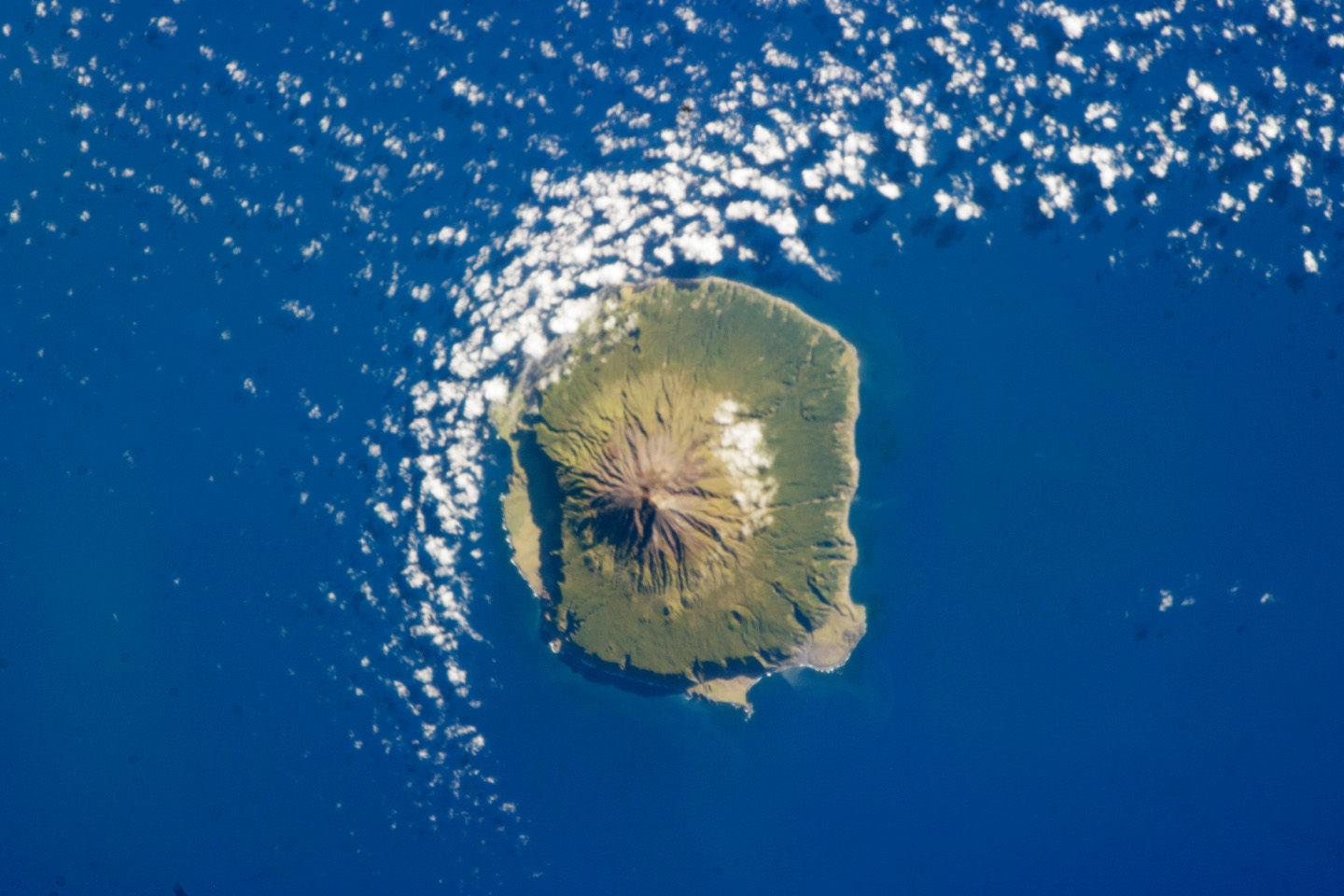
Tristan da Cunha el 6 de febrer de 2013, vista des de l'Estació Espacial Internacional

L'illa Inaccessible i les illes Nightingale són a 35 quilòmetres al sud-oest de l'illa principal, mentre que l'illa Gough es troba a 395 quilòmetres de la qual.
L'illa principal és generalment muntanyosa. De fet, la seva única àrea plana es troba a la costa nord-oest, que és la ubicació de l'únic assentament, Edimburg dels Set Mars. El punt més alt és el volcà Queen Mary's Peak, de 2.062 metres d'alçada, que està cobert per neu a l'hivern. Les altres illes del grup estan deshabitades, tret de la de Gough on hi ha una estació meteorològica amb una plantilla de sis persones. Aquesta estació ha estat operada per Sud-àfrica des del 1956 i es localitza des del 1963 a la seva ubicació actual a la badia de Transvaal, a la costa sud-est.

### Clima
L'arxipèlag té un clima oceànic humit segons el sistema de Köppen amb temperatures suaus, però amb precipitacions de moderades a fortes i amb unes hores de sol molt limitades, a causa dels persistents vents de l'oest. Segons la classificació de Trewartha, Tristan da Cunha té un clima subtropical humit per la manca de clima fred. El nombre de dies de pluja és comparable al de les illes Aleutianes, ubicades a una latitud molt més alta a l'hemisferi nord, mentre que les hores de sol es poden comparar amb les de Juneau, Alaska, a 20° més lluny de l'equador que l'arxipèlag. El gel és inexistent per sota dels 500 metres d'altitud i les temperatures d'estiu són igualment suaus, mai assolint els 25 °C. Sandy Point a la costa est es reputada com el lloc més càlid i sec de l'illa, pel fet que es troba a l'abric dels vents dominants.
| Dades climàtiques a Tristan da Cunha                 | Dades climàtiques a Tristan da Cunha | Dades climàtiques a Tristan da Cunha | Dades climàtiques a Tristan da Cunha | Dades climàtiques a Tristan da Cunha | Dades climàtiques a Tristan da Cunha | Dades climàtiques a Tristan da Cunha | Dades climàtiques a Tristan da Cunha | Dades climàtiques a Tristan da Cunha | Dades climàtiques a Tristan da Cunha | Dades climàtiques a Tristan da Cunha | Dades climàtiques a Tristan da Cunha | Dades climàtiques a Tristan da Cunha | Dades climàtiques a Tristan da Cunha |
| Mes                                                  | gen                                  | febr                                 | març                                 | abr                                  | maig                                 | juny                                 | jul                                  | ag                                   | set                                  | oct                                  | nov                                  | des                                  | anual                                |
| ---------------------------------------------------- | ------------------------------------ | ------------------------------------ | ------------------------------------ | ------------------------------------ | ------------------------------------ | ------------------------------------ | ------------------------------------ | ------------------------------------ | ------------------------------------ | ------------------------------------ | ------------------------------------ | ------------------------------------ | ------------------------------------ |
| Màxima rècord °C (°F)                                | 23.7 (74.7)                          | 24.4 (75.9)                          | 24.4 (75.9)                          | 22.4 (72.3)                          | 20.3 (68.5)                          | 18.7 (65.7)                          | 17.8 (64)                            | 17.3 (63.1)                          | 17.1 (62.8)                          | 18.4 (65.1)                          | 22.4 (72.3)                          | 21.8 (71.2)                          | 24.4 (75.9)                          |
| Màxima mitjana °C (°F)                               | 20.4 (68.7)                          | 21.2 (70.2)                          | 20.5 (68.9)                          | 18.9 (66)                            | 16.9 (62.4)                          | 15.3 (59.5)                          | 14.4 (57.9)                          | 14.2 (57.6)                          | 14.3 (57.7)                          | 15.4 (59.7)                          | 17.0 (62.6)                          | 18.9 (66)                            | 17.3 (63.1)                          |
| Mitjana diària °C (°F)                               | 17.9 (64.2)                          | 18.8 (65.8)                          | 17.9 (64.2)                          | 15.4 (59.7)                          | 14.6 (58.3)                          | 13.1 (55.6)                          | 12.2 (54)                            | 11.9 (53.4)                          | 12.0 (53.6)                          | 13.0 (55.4)                          | 14.6 (58.3)                          | 16.5 (61.7)                          | 14.8 (58.6)                          |
| Mínima mitjana °C (°F)                               | 15.4 (59.7)                          | 16.2 (61.2)                          | 15.3 (59.5)                          | 11.9 (53.4)                          | 12.3 (54.1)                          | 10.9 (51.6)                          | 10.0 (50)                            | 9.6 (49.3)                           | 9.7 (49.5)                           | 10.6 (51.1)                          | 12.2 (54)                            | 14.1 (57.4)                          | 12.4 (54.3)                          |
| Mínima rècord °C (°F)                                | 10.9 (51.6)                          | 11.8 (53.2)                          | 10.3 (50.5)                          | 9.5 (49.1)                           | 7.4 (45.3)                           | 6.3 (43.3)                           | 4.8 (40.6)                           | 4.6 (40.3)                           | 5.1 (41.2)                           | 6.4 (43.5)                           | 8.3 (46.9)                           | 9.7 (49.5)                           | 4.6 (40.3)                           |
| Pluja mitjana mm (polzades)                          | 93 (3.66)                            | 113 (4.45)                           | 121 (4.76)                           | 129 (5.08)                           | 155 (6.1)                            | 160 (6.3)                            | 160 (6.3)                            | 175 (6.89)                           | 169 (6.65)                           | 151 (5.94)                           | 128 (5.04)                           | 127 (5)                              | 1.681 (66,17)                        |
| Mitjana de dies de pluja                             | 18                                   | 17                                   | 17                                   | 20                                   | 23                                   | 23                                   | 25                                   | 26                                   | 24                                   | 22                                   | 18                                   | 19                                   | 252                                  |
| Humitat relativa mitjana (%)                         | 79                                   | 77                                   | 75                                   | 78                                   | 78                                   | 79                                   | 79                                   | 79                                   | 78                                   | 79                                   | 79                                   | 80                                   | 78.3                                 |
| Mitjana mensual d'hores de sol                       | 139.5                                | 144.0                                | 145.7                                | 129.0                                | 108.5                                | 99.0                                 | 105.4                                | 105.4                                | 120.0                                | 133.3                                | 138.0                                | 130.2                                | 1.498                                |
| Percentage d'hores de sol                            | 31                                   | 35                                   | 38                                   | 38                                   | 35                                   | 34                                   | 34                                   | 32                                   | 33                                   | 33                                   | 32                                   | 29                                   | 33.7                                 |
| Font #1: Worldwide Bioclimatic Classification System |                                      |                                      |                                      |                                      |                                      |                                      |                                      |                                      |                                      |                                      |                                      |                                      |                                      |
| Font #2: Climate and Temperature.                    |                                      |                                      |                                      |                                      |                                      |                                      |                                      |                                      |                                      |                                      |                                      |                                      |                                      |

### Flora i fauna

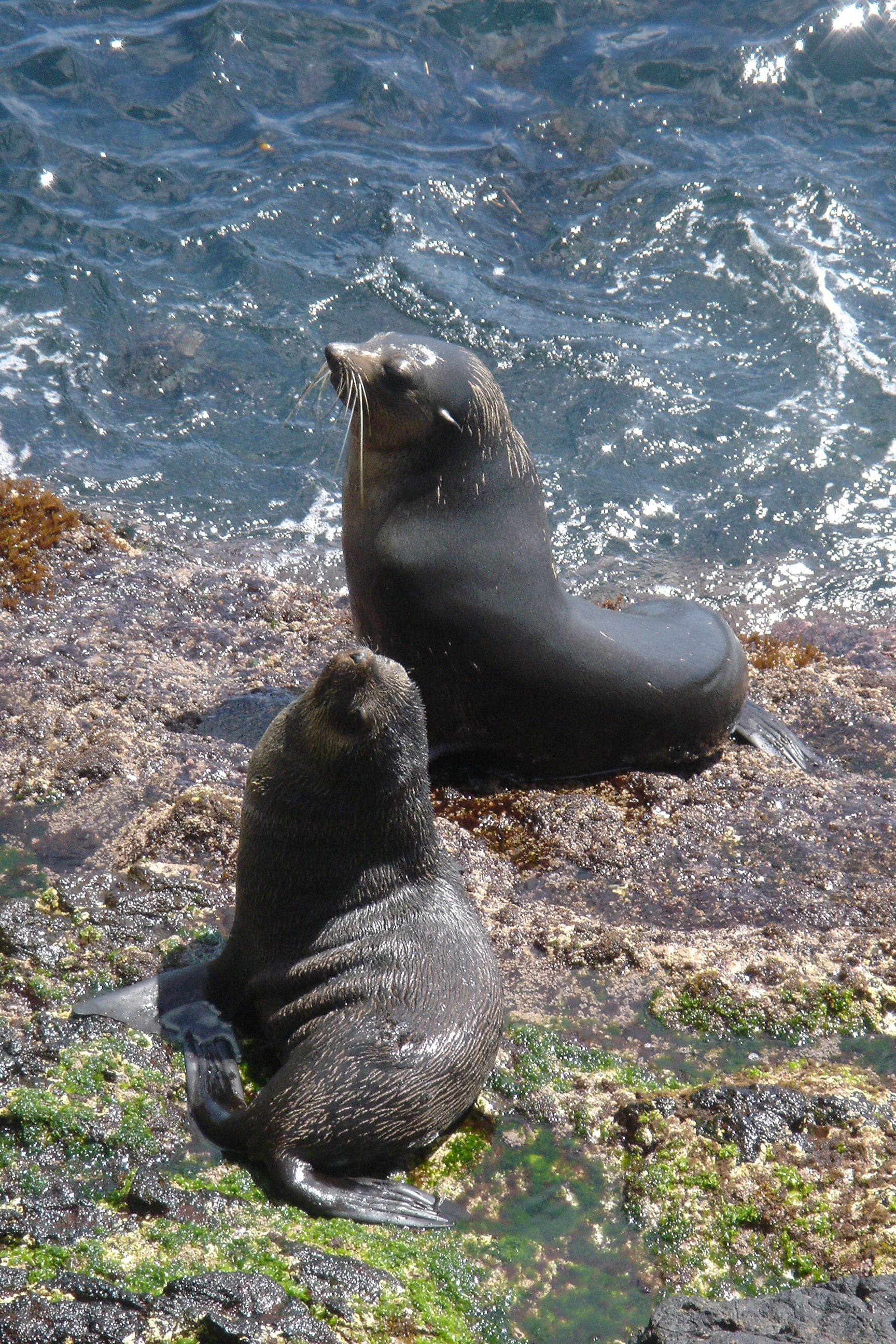
Ossos marins subantàrtics a les illes Gough i Inaccessible.

Moltes de les espècies de flora i fauna tenen una àmplia distribució circumpolar al sud dels oceans Atlàntic i Pacífic. Per tant, moltes de les espècies que sovintegen Tristan da Cunha poden aparèixer en un indret tan llunyà com Nova Zelanda. Per exemple, l'espècie de planta Nertera depressa es va descobrir per primera vegada a Tristan da Cunha, però des de llavors s'ha registrat en llocs tan distants com Nova Zelanda.
Tristan da Cunha és conegut principalment per la seva vida salvatge. L'illa principal ha estat identificada com a àrea important per a la conservació de les aus per BirdLife International pel fet que hi ha 13 espècies conegudes d'aus marines a l'illa i dues espècies d'aus terrestres que hi resideixen. Entre les aus marines que crien a l'arxipèlag hi ha el pingüí salta-roques septentrional, l'albatros becgroc atlàntic, l'albatros fumat, el petrell de Schlegel, el petrell alagran, el petrell suau, el petrell prió becample, la baldriga de Gmelin, la baldriga capnegra, la baldriga grisa, el paràsit subantàrtic, el xatrac antàrtic, i el nodi gros. Les illes Tristan da Cunha i Gough són els únics llocs de cria coneguts al món del petrell de Schlegel (Pterodroma incerta Arxivat 2014-01-10 a Wayback Machine.; estat En perill de l'IUCN). L'Illa Inaccessible és també l'únic lloc de cria conegut de la baldriga d'ulleres (Procellaria conspicillata Arxivat 2014-01-10 a Wayback Machine.; estat Vulnerable de l'IUCN). Se sap que l'albatros de l'illa de Tristan da Cunha  Arxivat 2011-05-25 a Wayback Machine.(estat En perill greu de l'UICN) es reprodueix només a les illes Gough i Inaccessible: principalment a Gough tret d'un o dos parells que nien a l'illa Inaccessible.
L'endèmic Turdus eremita es troba en totes les illes del nord i cada una té la seva pròpia subespècie; els exemplars de Tristan da Cunha són lleugerament més petits i més grisos que els de Nightingale i Inaccessible. L'endèmic rascló de l'illa Inaccessible, l'au no voladora més petita del món, es troba només a l'illa Inaccessible. El 1956, vuit polles de Gough van ser alliberades a Sandy Point, a Tristan da Cunha, i posteriorment van colonitzar l'illa.
De tant en tant es poden veure diverses espècies de balenes i dofins al voltant de Tristan da Cunha, amb una taxa d'albirament cada vegada més alta, tot i que la recuperació de les balenes, especialment l'Eubalaena australis, es va veure seriosament amenaçada per la caça il·legal de balenes que va dur a terme la Unió Soviètica. L'ós marí subantàrtic Arctocephalus tropicalis també es pot trobar a l'arxipèlag, principalment a l'illa Gough.

## Història

### Descobriment
Les illes van ser descobertes i documentades per primera vegada el 1506 per l'explorador portuguès Tristão da Cunha; no obstant això, la mala mar va impedir-ne el desembarcament. Va anomenar l'illa principal amb el seu nom, Ilha de Tristão da Cunha. Posteriorment, el nom va ser anglicitzat des de la seva primera menció a les Cartes de l'Almirallat britàniques com a Tristan da Cunha Island. Algunes fonts afirmen que van ser els portuguesos els que van fer el primer desembarcament l'any 1520, quan el Lás Rafael, el capità del qual era Ruy Vaz Pereira. El primer desembarcament indiscutible es va fer el 7 de febrer de 1643 per la tripulació de la Companyia Neerlandesa de les Índies Orientals del vaixell Heemstede, el capità de la qual era Claes Gerritsz Bierenbroodspot. Els neerlandesos es van aturar a l'illa quatre vegades més els 25 anys posteriors, i el 1656 van crear els primers mapes de l'arxipèlag.
El primer estudi complet de l'arxipèlag va ser realitzat el 1767 per la tripulació de la corbeta francesa Heure du Berger. La primera exploració científica va ser duta a terme pel naturalista francès Louis-Marie Aubert du Petit-Thouars, que es va quedar a l'illa durant tres dies al gener del 1793, durant una expedició mercantil francesa de Brest a Maurici. Thouars va fer recopilacions botàniques i va relatar vestigis d'habitatge humà, incloent llars de foc i jardins coberts, probablement deixats pels exploradors holandesos al segle xvii.

### Seglexix
El primer poblador permanent va ser Jonathan Lambert, provinent de Salem, Massachusetts, els Estats Units, que va arribar a les illes al desembre del 1810 amb uns altres dos homes i, posteriorment, un tercer. Lambert es va declarar propietari de les illes públicament i les va nomenar Refreshment Islands (en anglès: Illes del refrigeri). Tres dels quatre homes van morir el 1812; no obstant això, el supervivent entre els tres primers pobladors permanents, Thomas Currie (o Tommaso Corri) va romandre a l'illa com a pagès.

El 1816, el Regne Unit va annexar les illes, governant-les des de la colònia del Cap a Sud-àfrica. Aquest fet es va dur a terme principalment com a mesura per assegurar que els francesos no poguessin utilitzar les illes com a base d'una operació de rescat per alliberar Napoleó Bonaparte de la seva presó a Santa Helena. L'ocupació també va impedir que els Estats Units utilitzessin Tristan da Cunha com a base de creuers, com van fer durant la Guerra anglo-americana de 1812-1815.
El 15 de juliol van aparèixer les muntanyes nevades de Tristan da Cunha, il·luminades per un sol brillant al matí i elevant-se a una alçada estimada entre nou i deu mil peus [entre 2743 i 3048 metres]."
Les illes estaven ocupades per una guarnició de marines britànics i la població civil va créixer gradualment. Els baleners van establir bases a les illes per operacions a l'Atlàntic meridional. No obstant això, l'obertura del canal de Suez el 1869, juntament amb la progressiva transició dels vaixells de vela als vaixells de vapor, va augmentar l'aïllament de les illes. Ja no eren necessàries com a port de descans per a llargs viatges de vela, o per a alberg en viatges d'Europa a l'est d'Àsia.
El 1867, el príncep Alfred, duc d'Edimburg i segon fill de la reina Victòria va visitar les illes. L'assentament principal, Edimburg dels Set Mars (en anglès: Edinburgh of the Seven Seas), va ser anomenat en honor de la seva visita.
El 15 d'octubre de 1873, el vaixell científic de la Royal Navy, l'HMS Challenger, es va estar a l'arxipèlag per dur a terme estudis geogràfics i zoològics sobre Tristan da Cunha, l'illa Inaccessible i les illes Nightingale. En el seu registre, el capità George Nares va registrar un total de 15 famílies i 86 individus residents a l'illa principal.

### Segle XX
Després d'un hivern especialment complicat el 1906 i d'anys d'adversitats des de la dècada del 1880, el govern britànic va oferir d'evacuar l'illa. Els illencs que romanien a Tristan da Cunha van celebrar una reunió i van decidir refusar l'oferiment, aprofundint així l'aïllament de l'illa. Cap vaixell va visitar l'arxipèlag del 1909 fins al 1919, quan l'HMS Yarmouth s'hi va detenir finalment per informar els illencs del desenllaç de la Primera Guerra Mundial.
L'Expedició Shackleton-Rowett va detenir-se a Tristan da Cunha durant cinc dies al maig del 1922, quan va recollir mostres geològiques i botàniques abans de tornar a la Ciutat del Cap. Els pocs vaixells que van visitar l'arxipèlag durant els anys posteriors van ser l'RMS Asturias, un transatlàntic de passatgers de la Royal Mail Steam Packet Company, el 1927, i els transatlàntics RMS Empress of France el 1928, RMS Duchess of Atholl el 1929 i RMS Empress of Australia el 1935.
El 1936, The Daily Telegraph de Londres va informar que la població de l'illa era de 167 habitants, amb 185 bovins i 42 cavalls.
Des del desembre del 1937 fins al març del 1938, una partida noruega va realitzar una dedicada expedició científica a Tristan da Cunha, i el sociòleg Peter A. Munch va realitzar una gran documentació de la cultura de l'illa; més tard la va tornar a visitar entre 1964-1965. L'illa també va ser visitada per W. Robert Foran el 1938, reportant de la National Geographic Society; el seu informe, Tristan da Cunha, Isles of Contentment, es va publicar al novembre del 1938.
El 12 de gener de 1938, la Gran Bretanya va declarar les illes per carta patent una dependència de Santa Helena, creant el Territori Britànic d'Ultramar de Santa Helena i Dependències, que també incloïa l'illa de l'Ascensió.

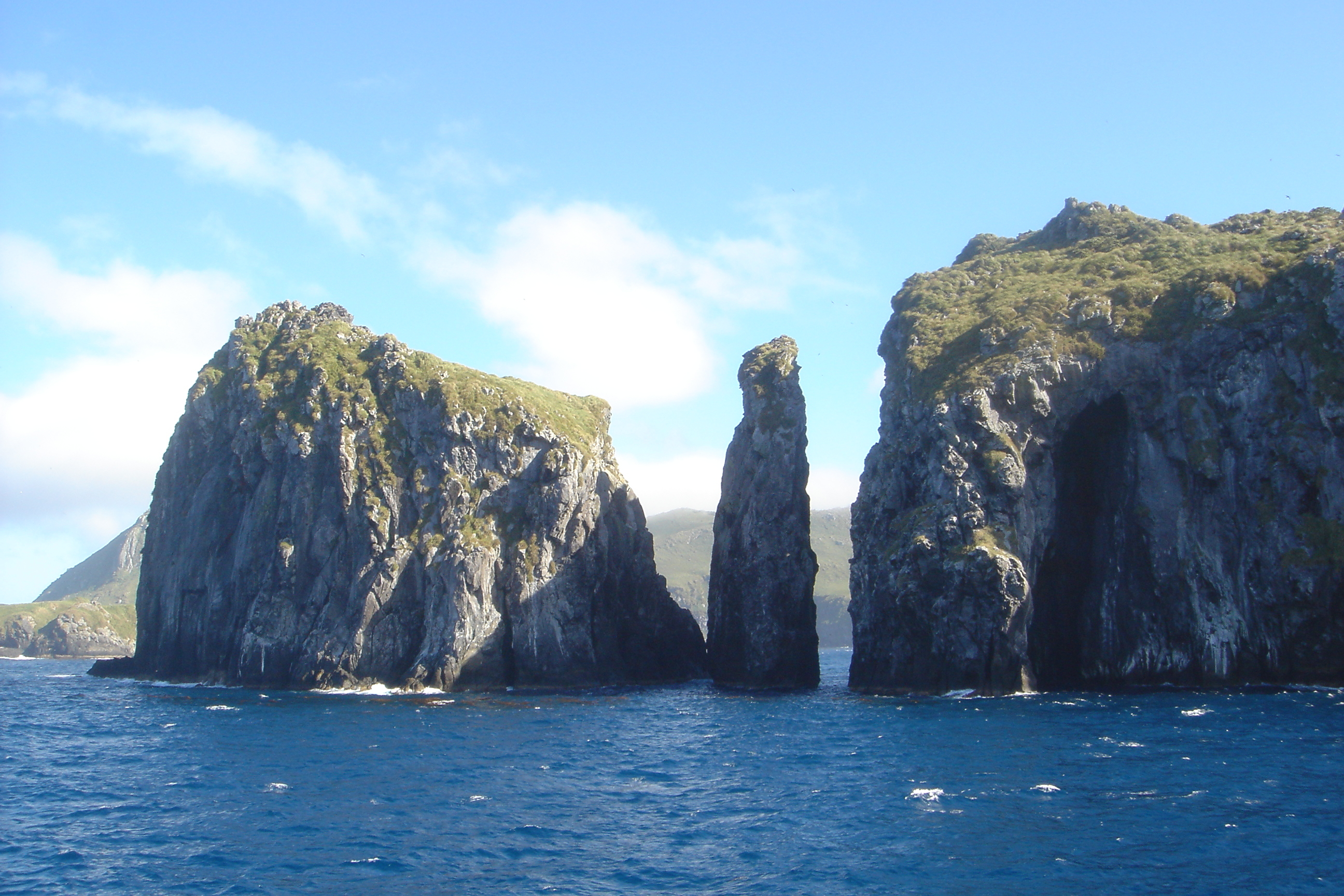
Les illes Gough i Inaccessible van ser declarades Patrimoni de la Humanitat per la UNESCO el 1995.

Durant la Segona Guerra Mundial, la Gran Bretanya va utilitzar les illes com a estació secreta de meteorologia i ràdio de la Royal Navy amb el nom d'HMS Atlantic Isle, per controlar els vaixells nazis U-Boot (que eren necessaris per mantenir el contacte de ràdio) i el moviment de vaixells a l'oceà Atlàntic sud.
El duc Felip d'Edimburg, el consort de la reina, va visitar les illes el 1957 com a part d'una gira mundial a bord del iot reial HMY Britannia.
El 10 d'octubre de 1961, l'erupció del Queen Mary's Peak va obligar l'evacuació de tota la població de 264 individus. Els evacuats van abandonar l'illa en bots i van navegar a la deshabitada illa Nightingale, on van ser recollits per un vaixell de passatgers neerlandès que els va portar a la Gran Bretanya des des la Ciutat del Cap. Els illencs van arribar al Regne Unit amb una gran recepció de la premsa i es van establir en un antic campament de la Royal Air Force a prop de Calshot, Hampshire. L'any següent, una expedició de la Royal Society va anar a les illes per avaluar-ne els danys i va informar que l'assentament d'Edimburg dels Set Mars gairebé no s'havia vist afectat. La majoria de les famílies van tornar el 1963.

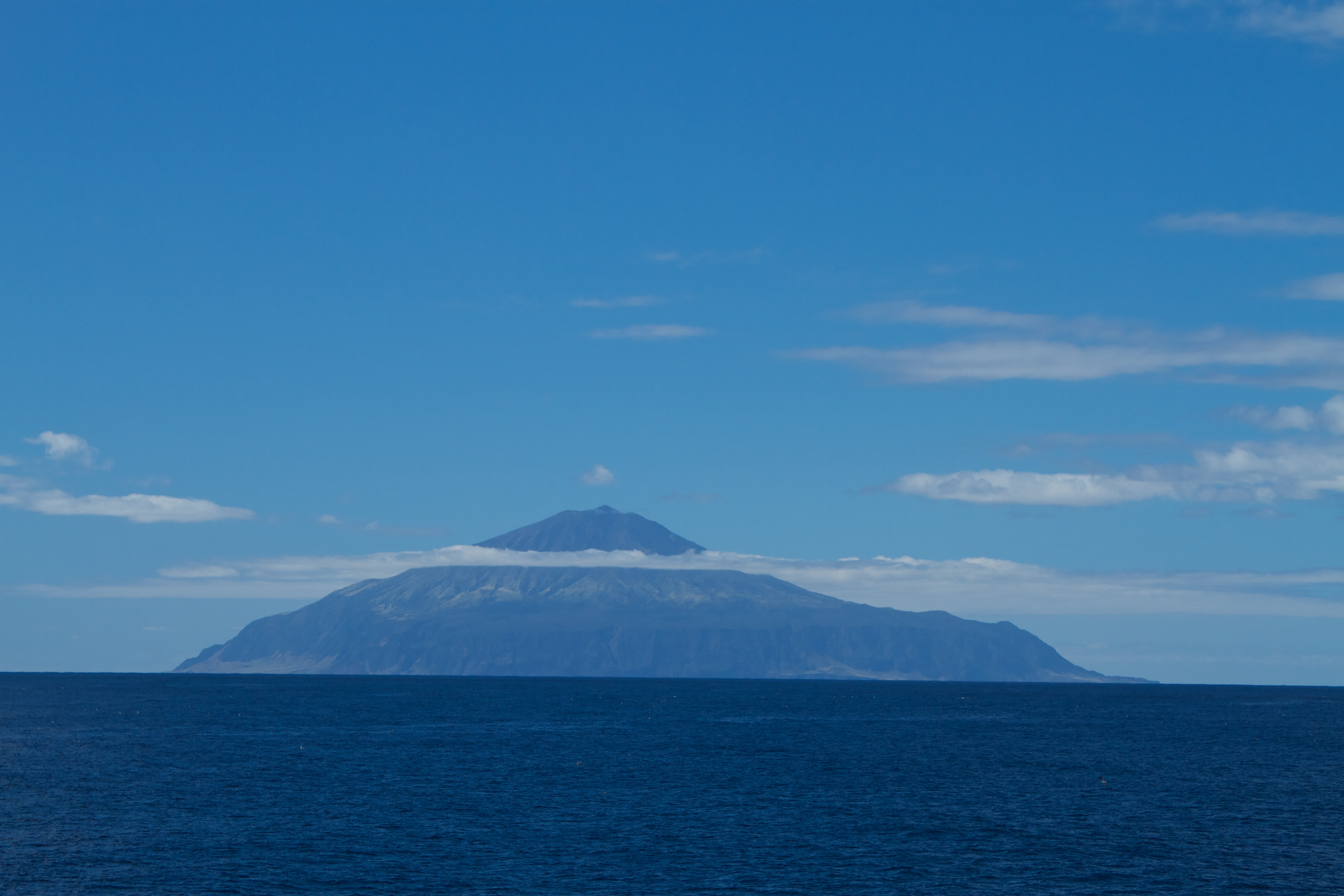
Tristan da Cunha el 2012

### Segle XXI
El 23 de maig de 2001 les illes van ser afectades per un cicló extratropical que va generar vents de fins a 190 quilòmetres per hora. Una sèrie d'edificis van ser greument danyats i nombroses vaques van morir, el que va provocar que el govern britànic proporcionés ajuda d'emergència.
El 2005, les illes van rebre un codi postal del Regne Unit (TDCU 1ZZ), per facilitar als residents la compra d'articles en línia.
El 13 de febrer de 2008, un incendi va destruir la fàbrica de pesca i els quatre generadors que subministraven energia a l'illa. El 14 de març de 2008 es van instal·lar nous generadors i es va recuperar l'energia ininterrompuda. Aquest incendi va ser devastador per a l'illa pel fet que la pesca és un pilar de la seva economia. Mentre es planificava i construïa una nova fàbrica, el vaixell M/V Kelso va arribar a l'illa i va actuar com a vaixell-fàbrica, amb pescadors insulars que es traslladaven a bord entorn d'una setmana. La nova instal·lació estava preparada el juliol de 2009, per a l'inici de la temporada de pesca 2009-10.
La Constitució de Sant Helena, Ascensió i Tristan da Cunha del 2009 va acabar amb l'«estatus de dependència» d'Ascensió i Tristan da Cunha.
El 16 de març de 2011, el vaixell de càrrega MS Oliva es va encallar a l'illa Nightingale, vessant tones de petroli pesat a l'oceà. L'àrea afectada pel petroli vessat va amenaçar la població de l'illa de pingüins de roca. L'illa Nightingale no té aigua dolça, així que els pingüins van ser transportats a Tristan da Cunha per tal de netejar-los.
Un eclipsi solar total passarà per sobre l'illa el 5 de desembre de 2048. Es calcula que l'illa es trobarà a la línia central del camí de l'umbra durant gairebé tres minuts i mig del total.

## Economia

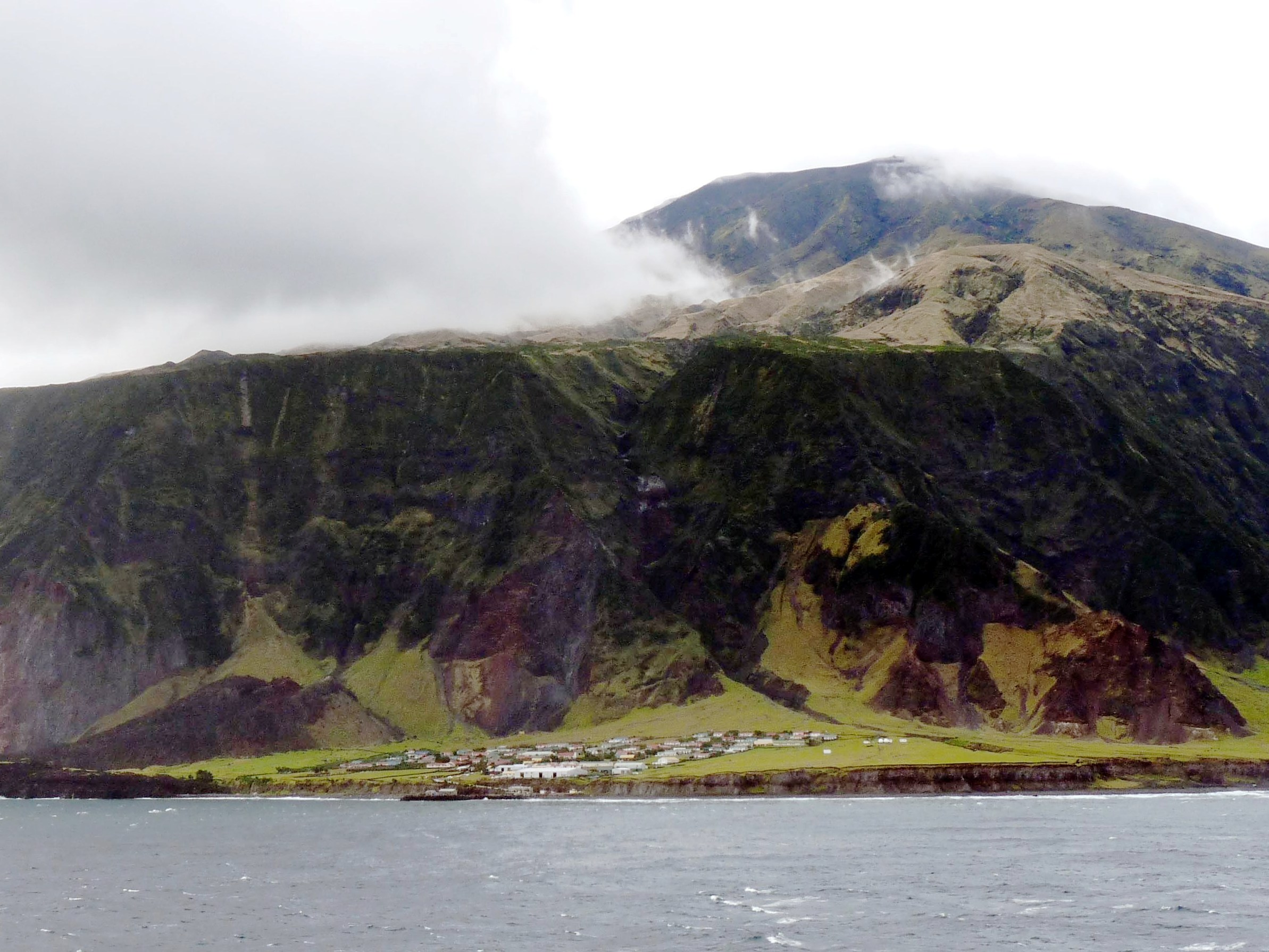
Edimburg dels Set Mars, Tristan da Cunha

L'organització social i econòmica única de l'illa ha evolucionat al llarg dels anys, però es basa en els principis establerts per William Glass el 1817, quan va establir un acord basat en la igualtat. Totes les famílies de Tristan da Cunha són grangeres, posseeixen el seu propi bestiar i/o pesquen. Tota la terra és de propietat comuna. Totes les llars tenen parcel·les a The Patches on cultiven patates. Els nombres de bestiar estan estrictament controlats per conservar les pastures i evitar que les famílies més riques acumulin riquesa. Llevat que la comunitat voti a favor d'un canvi en la seva llei, cap estranger pot comprar terres o instal·lar-se a Tristan da Cunha; teòricament tota l'illa hauria de posar-se en venda tenint en compte que mai ha estat comprada. Totes les persones, inclosos els nens i els jubilats, estan involucrats en l'agricultura, mentre que els adults poden fer a més a més treballs assalariats principalment per al govern, però també per al servei domèstic. Molts dels homes estan involucrats en la indústria pesquera, i naveguen a la mar dels voltants quan fa bon temps. La temporada de pesca nominal dura 90 dies; tot i que, durant la temporada de pesca del 2013, de l'1 de juliol al 30 de setembre, només hi va haver 10 dies adequats per a la pesca.
Els guanys principals que provenen de l'estranger ho fan de les regalies de la indústria de la llagosta o de la venda de Jasus paulensis. Els altres ingressos deriven de la venda de segells i monedes, especialment a col·leccionistes de tot el món. Els ingressos limitats del turisme inclouen proporcionar allotjament, guies i venda d'artesanies i records als visitants i per correu. Els ingressos obtinguts de l'exterior permeten a Tristan da Cunha administrar serveis governamentals, especialment la salut i l'educació.

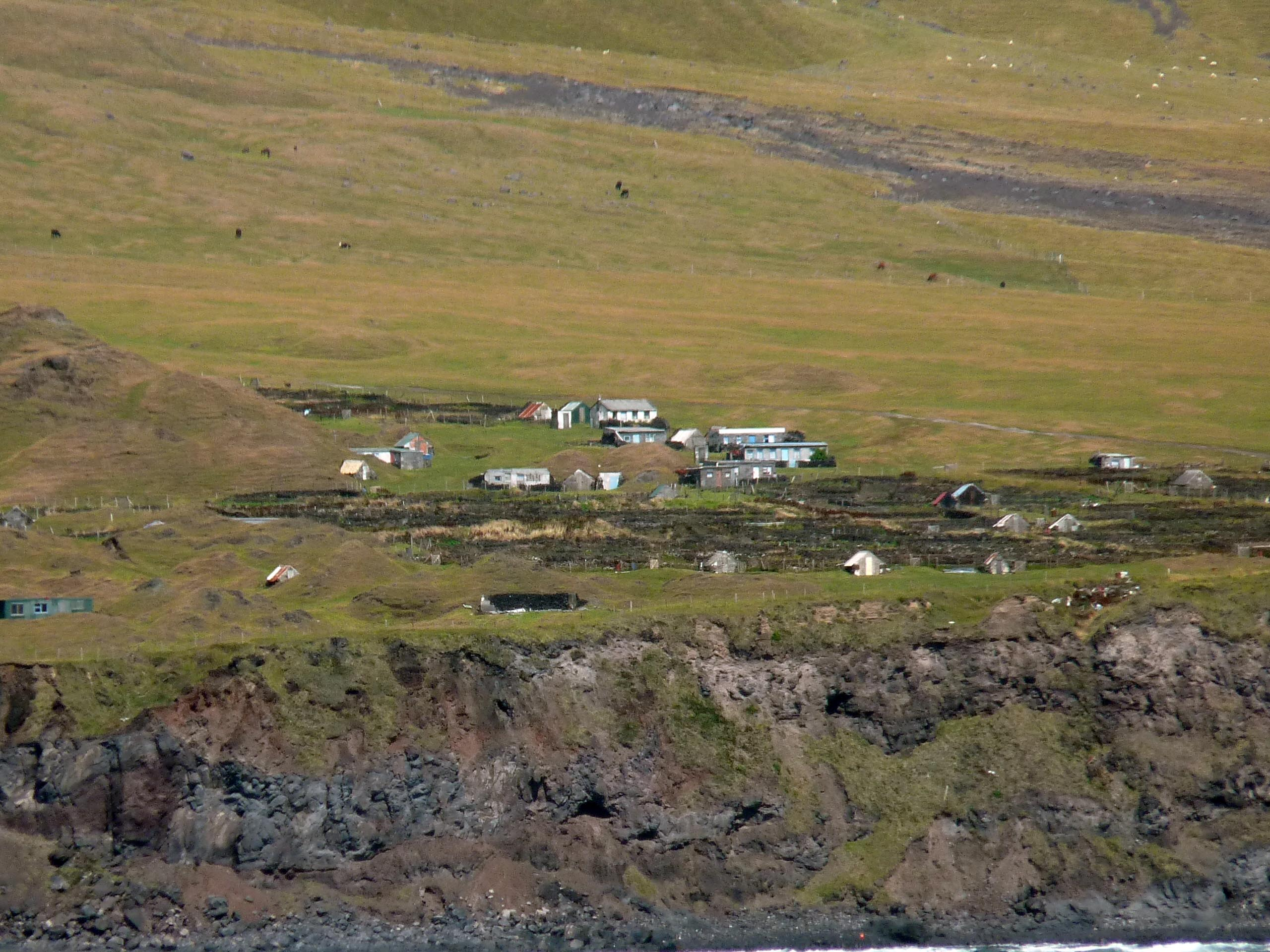
Camps de patates a l'illa principal.

Una erupció volcànica que es va produir el 1961 va destruir la fàbrica de llagostes enllaunades de l'illa, que va ser reconstruïda poc temps després. Els pescadors i processadors de llagostes treballen per a l'empresa sud-africana Ovenstone, que té un contracte exclusiu de venda de llagostes amb els Estats Units i el Japó. Malgrat que Tristan da Cunha és un territori d'ultramar del Regne Unit, no és permès l'accés directe als mercats de la Unió Europea. Les condicions econòmiques recents han fet que els illencs hagin hagut de subsistir principalment de les seves reserves. Els problemes financers de les illes poden causar retards en l'actualització dels equips de comunicació i la millora de l'educació a l'illa. L'incendi del 13 de febrer de 2008 va resultar en una important interrupció econòmica temporal.
Encara que Tristan da Cunha és part del mateix territori d'ultramar que Santa Helena, no utilitza la lliura de Santa Helena. En canvi, l'illa fa servir la lliura esterlina. El Banc de Santa Elena es va establir a Santa Elena i l'illa de l'Ascensió el 2004. Aquest banc no té presència física a Tristan da Cunha, però els residents de l'illa tenen dret als seus serveis. Ocasionalment s'han fet monedes commemoratives encunyades per l'illa.
L'arxipèlag està ubicat a l'Anomalia de l'Atlàntic Sud, una àrea de la Terra amb un camp magnètic anormalment feble. El 14 de novembre de 2008 es va inaugurar a l'illa principal un observatori geomagnètic com a part d'una aliança d'empreses entre l'Institut Meteorològic Danès i DTU Space.

### Transport

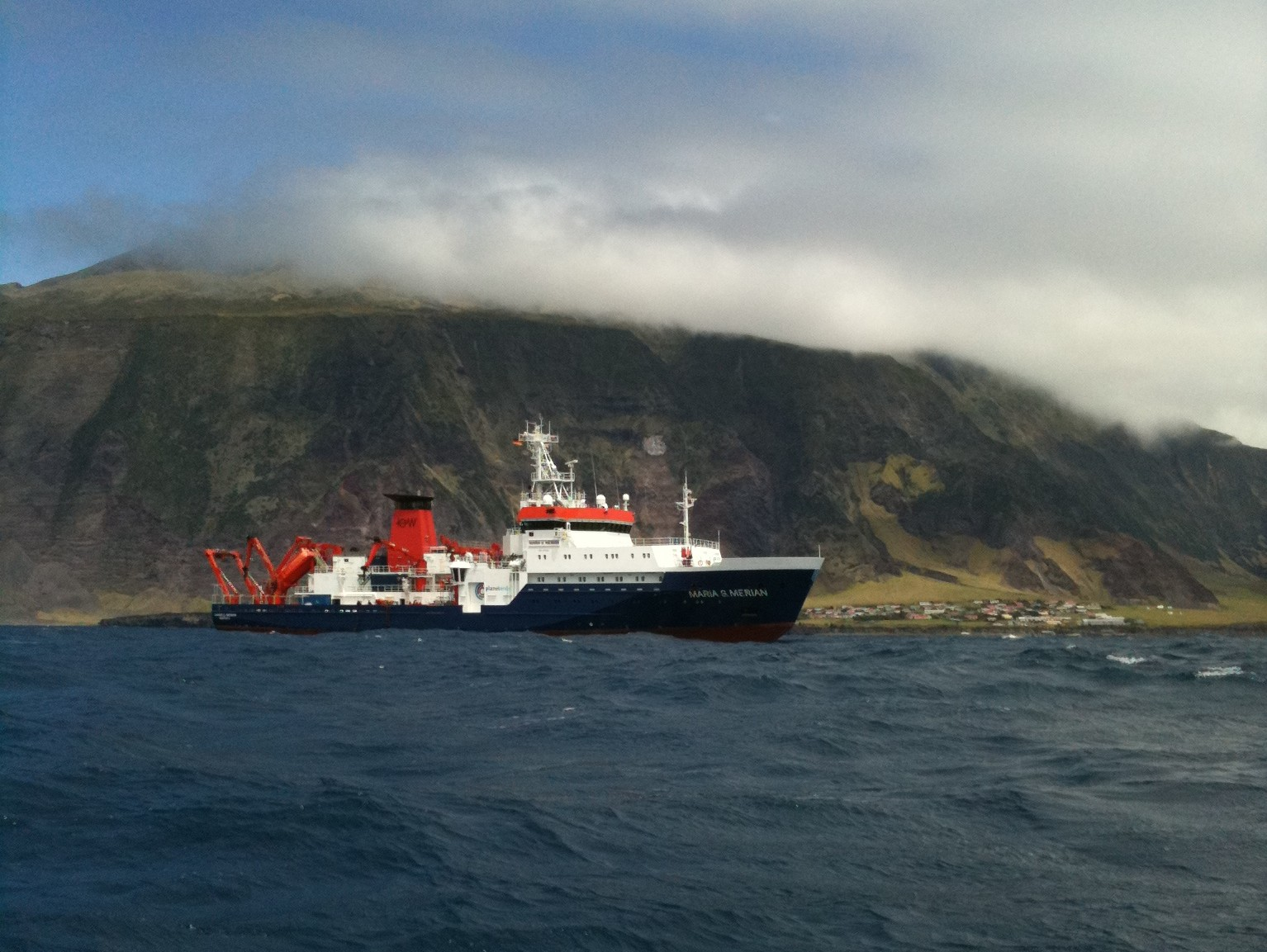
El vaixell Maria S. Merian a Tristan da Cunha

La ubicació remota de les illes en dificulta el transport cap al món exterior. Sense cap aeroport, només es pot arribar a les illes per via marítima. Alguns vaixells de pesca provinents de Sud-àfrica van a les illes vuit o nou vegades l'any. L'RMS Saint Helena acostumava a connectar l'illa principal amb Santa Helena i Sud-àfrica una vegada l'any durant el seu viatge del gener, però els darrers anys ho va fer únicament unes vegades: el 2006, el 2011 i finalment el 2018. Una altra possibilitat per tal d'arribar a Tristan de Cunha és volar primer a l'illa de Santa Helena o de l'Ascensió, i després agafar un vaixell fins a l'arxipèlag. L'aeroport de Santa Helena va entrar en funcionament amb el seu primer vol comercial el 14 d'octubre de 2017.
Pel que fa als vols a l'illa de l'Ascensió, concretament a la base aèria de l'illa de l'Ascensió, van ser suspesos indefinidament per a civils l'abril del 2017. No hi ha cap servei directe i regular a Tristan da Cunha en concret des d'enlloc. El port d'Edimburg dels Set Mars s'anomena Port de Calshot, anomenat així després que els illencs passessin una temporada en aquesta població de Hampshire, durant l'erupció volcànica del 1961.

### Comunicacions

#### Telecomunicació
Tot i que Tristan da Cunha comparteix el codi +290 amb Santa Helena, els residents tenen accés a la xarxa de telecomunicacions del Ministeri d'Exteriors i de la Commonwealth, proporcionat per Global Crossing. L'arxipèlag fa ús del rang de numeració de Londres 020, accedint així al pla de numeració telefònica del Regne Unit. Internet va estar disponible a Tristan da Cunha del 1998 al 2006, però el seu alt cost el feia gairebé inaccessible per a la població local, que pràcticament el feia servir només per a enviar correus electrònics. A més, la connexió era molt poc fiable, connectant-se a través d'una connexió de satèl·lit a 64 kbit/s proporcionada per Inmarsat. Des de 2006, una terminal de molt petita obertura proporciona 3072 kbit/s de banda ampla d'accés públic a través d'un ciber-cafè.
No hi ha cobertura de telefonia mòbil a les illes.

### Ràdio amateur
De vegades es duen a terme DX-peditions a l'illa per operadors de ràdio aficionats, l'última de les quals va ser ZD9ZS del setembre a l'octubre del 2014.

## Govern

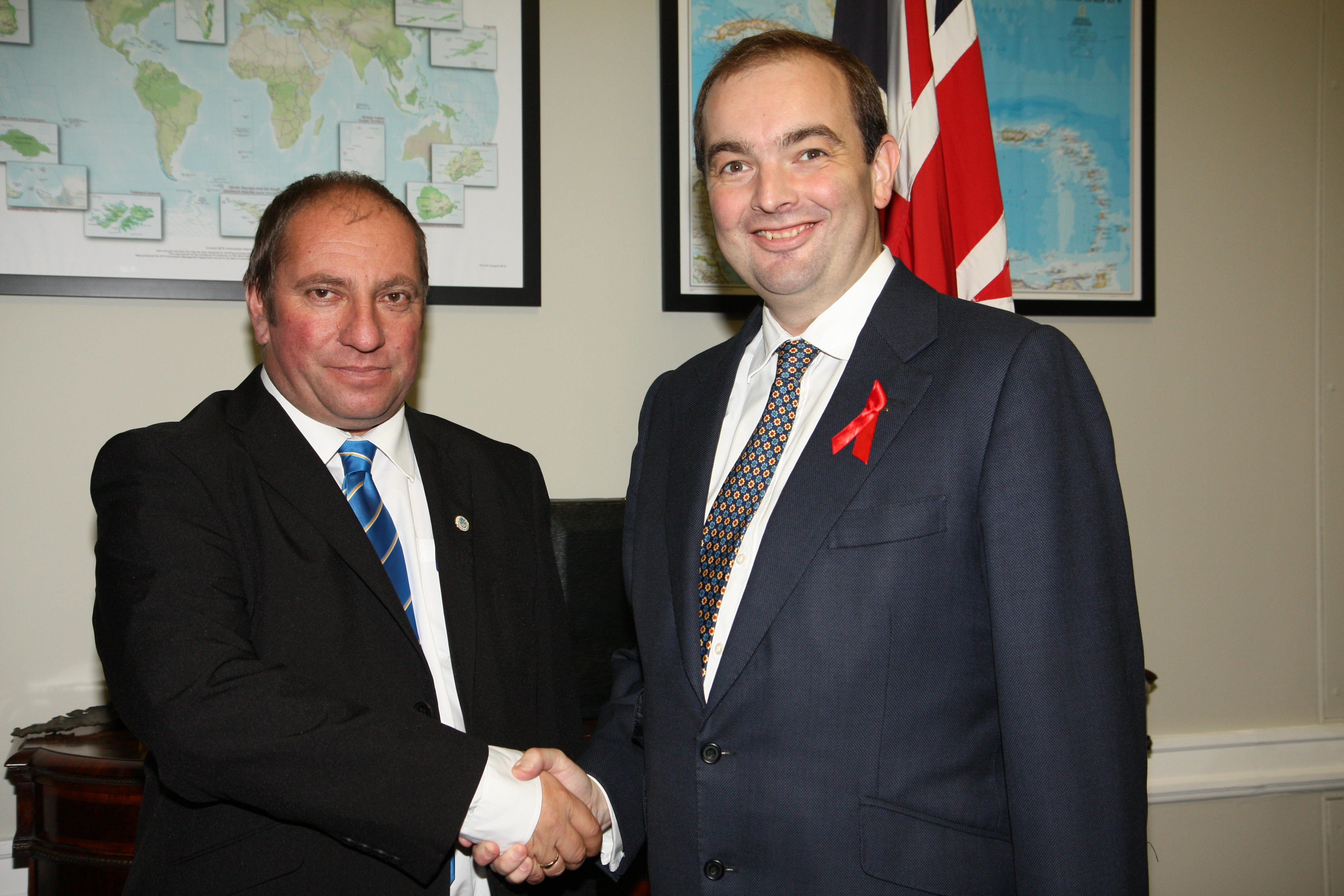
Trobada entre Ian Lavarello, Cap de l'illa de Tristan da Cunha (a l'esquerra), amb el ministre d'Afers Exteriors britànic, James Duddridge, l'1 de desembre de 2014 a Londres.

L'autoritat executiva recau en la reina, que està representada al territori pel Governador de Santa Helena. Com que el Governador resideix permanentment a Santa Helena, es nomena un administrador per representar el governador a les illes. L'administrador és un funcionari de carrera del Ministeri d'Afers Exteriors i és seleccionat per Londres. Des del 1998 cada administrador ha complert un mandat de tres anys (que comença el setembre, en arribar el vaixell de subministraments des de la Ciutat del Cap). L'administrador actua com a cap de govern local i rep assessorament del Consell Insular de Tristan da Cunha. Sean Burns va iniciar un segon mandat com a administrador el novembre del 2016. El Consell Insular està format per vuit membres escollits i tres nomenats, que exerceixen el càrrec durant un període de tres anys que comença al febrer (o al març).
Cap de l'illa (Chief Islander): entre els vuit consellers escollit, el que rep més vots es denomina Chief Islander i, de vegades, actua com a administrador interí quan l'administrador és fora de l'illa: Ian Lavarello va ser triat per tercer mandat consecutiu el 2016. Com a Cap de l'illa, Lavarello va encendre el far de l'illa per celebrar el jubileu de diamant de la Reina el 2012.
L'administrador i el Consell Insular treballen des de l'edifici del Govern, que és l'únic edifici de dos pisos de l'illa. De vegades, l'edifici es denomina «Whitehall» («Ajuntament blanc») o «H'admin Building» («Edifici de l'Administrador») i conté l'Oficina de l'Administrador, el Departament del Tresor, les Oficines Administratives i la Cambra del Consell, que és on se celebren les reunions del Consell Insular.
No hi ha partits polítics ni sindicats a l'illa. La vigilància és portada a terme per un inspector de policia de temps complet i tres agents especials
Tristan da Cunha té la seva pròpia legislació, però la llei de Santa Helena s'aplica generalment en la mesura en què no és incompatible amb la legislació local, sinó en la mesura que sigui adequada per a les circumstàncies locals i subjecte a les modificacions que aquestes facin necessàries.

## Demografia

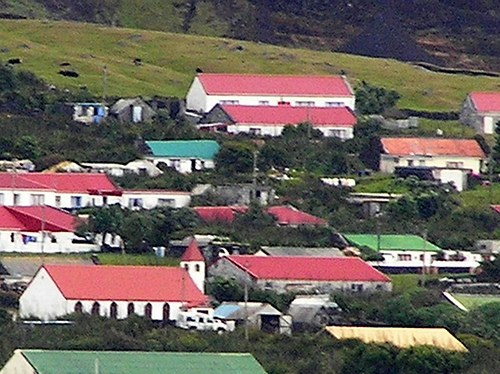
Cases a Tristan da Cunha

Tristan da Cunha va registrar una població de 293 habitants al cens del març del 2016. L'únic assentament és Edimburg dels Set Mars (Edinburgh of the Seven Seas), que és conegut localment com «l'Assentament» ("The Settlement"). L'única religió de l'illa és el cristianisme, dividida entre anglicans i catòlics. Es creu que la població actual descendeix de 15 avantpassats; vuit homes i set dones, que van arribar a l'illa en diferents períodes entre el 1816 i el 1908. Els homes eren europeus i les dones eren mestisses i africanes. Actualment tota la població té ancestres mixtos. A més, un contribuent masculí d'origen europeu de l'est/rus va establir-se a l'illa a principis del segle xx. El 1963, quan les famílies van tornar després de l'evacuació a causa de l'erupció volcànica del 1961, els 200 habitants incloïen quatre dones illenques que van portar amb elles nous marits anglesos.
Les dones descendents han estat rastrejades per un estudi genètic fins a cinc dones fundadores, que es creu que són dones de color (raça mixta, d'ascendència africana, asiàtica i europea) de Santa Helena. Les dades històriques van relatar que hi havia dos parells de germanes, però l'evidència ADNmt va mostrar només un parell de germanes.
Els primers fundadors homes provenien d'Escòcia, Anglaterra, els Països Baixos, els Estats Units i Itàlia, i pertanyien a 3 I-haplogrups: I (M170), R-SRY10831.2 i R (M207) (xSRY10831.2) i comparteixen 9 cognoms: Collins, Glass, Green, Facin, Lavarello, Repetto, Rogers, Squibb i Swain. A més, es va trobar un nou haplotip associat a homes d'Europa de l'Est i Rússia. Es va introduir a la població a principis del segle xx, en un moment en què l'illa era visitada per velers russos. Hi ha «evidència de la contribució d'un avantpassat ocult que va deixar els seus gens però no el seu nom a l'illa». Es van trobar uns altres quatre casos de no paternitat entre els descendents masculins, però els investigadors creuen que els seus pares probablement es trobaven entre la població de l'illa.
Hi ha 80 famílies a l'illa. L'aïllament de Tristan da Cunha ha conduït al desenvolupament d'un inusual dialecte de l'anglès semblant a un patuès descrit per l'escriptor Simon Winchester com "una amalgama sonora de l'argot del sud d'Anglaterra i l'anglès del segle xix, l'argot afrikaans i l'italià ". Bill Bryson document alguns exemples del dialecte de l'illa en el seu llibre, The Mother Tongue.

### Educació
L'educació és bastant rudimentària; els nens deixen l'escola als 16 anys, i tot i que poden obtenir un GCSE un any després, pocs ho fan. L'escola a l'illa és St Mary's School, que atén nens de 4 a 16 anys. Es va inaugurar el 1975 i compta amb cinc aules, una cuina, un escenari, una sala d'informàtica i una sala d'arts manuals i ciències.
L'any 2010 es va dur a terme un projecte educatiu a l'illa, anomenat The Tristan Song Project, sorgit per la col·laboració entre l'escola de St Mary i compositors aficionats de la Gran Bretanya, dirigit pel professor de música Tony Triggs. El projecte va involucrar als alumnes de l'escola de l'illa amb la composició de poemes que després Tony Triggs convertia en cançons que tocaven ell i els alumnes. Una autoedició anomenada Rockhopper Penguins and Other Songs (2010) va abraçar la major part de les cançons finalitzades aquell any i va finançar un lliurament de guitarres a l'escola. Al febrer del 2013, l'Oficina de correus de Tristan da Cunha va publicar un conjunt de quatre segells del projecte amb instruments musicals de l'lla i la lletra de les cançons del The Song Project sobre el volcà i la fauna de l'illa. El 2014, el projecte va ampliar el seu abast i continua com el Projecte Internacional de la Cançó.

### Salut
Hi ha casos de problemes de salut atribuïts a l'endogàmia, inclòs el glaucoma. A més, hi ha una incidència molt alta (42%) d'asma entre la població i la recerca de Noe Zamel de la Universitat de Toronto ha fet alguns descobriments relacionats amb la naturalesa genètica de la malaltia. Tres dels colons originals de l'illa patien d'asma.
L'any 2012, Gerard Bulger era l'únic metge de l'illa, que proveïa de serveis mèdics als 270 habitants. Un petit hospital, l'Hospital de Camogli, disposa d'ultrasons, instal·lacions de raigs X i un gastroscopi. No hi havia infermeres, només assistents de cura, però Bulger va elogiar l'atenció que es prestava a la comunitat. Bulger va informar de la dificultat de conservar en bones condicions els fàrmacs i les existències consumibles. Les benes provenien de Sud-àfrica. Una de les seves feines era comprovar el subministrament d'aigua.
L'assistència sanitària està finançada pel govern, realitzada per un metge resident a Sud-àfrica i cinc infermeres. La cirurgia o les instal·lacions per a un part complex són, per tant, limitades, i les emergències poden exigir la necessitat de comunicar-se amb els vaixells de pesca que passen pels voltants perquè la pacient pugui ser transportada cap a la Ciutat del Cap. A les darreries del 2007, IBM i Beacon Equity Partners, que van col·laborar amb Medweb, el Centre Mèdic de la Universitat de Pittsburgh i el govern de l'illa per realitzar el "Projecte Tristan", han proporcionat al metge de l'illa accés a l'assistència telemèdica de llarga distància, fent possible l'enviament d'imatges EKG i de raigs X a metges d'altres països perquè les puguin consultar immediatament. Aquest sistema ha estat limitat a causa de la poca fiabilitat de les connexions a Internet i l'absència de tècnics qualificats a l'illa per donar servei als enllaços de fibra òptica entre l'hospital i el centre d'Internet dels edificis administratius.

## Cultura

### Mitjans de comunicació
La televisió local va començar a emetre el 1984 utilitzant programació gravada els dimarts, dijous i diumenges a la nit. La televisió en directe no va arribar a l'illa fins al 2001, amb la presentació del British Forces Broadcasting Service, que ara ofereix BBC1, BBC2, ITV i BFBS Extra, que es retransmeten als illencs a través d'emissors local analògics. BFBS Radio 2 és l'única estació de ràdio local disponible.
El govern de l'illa i l'Associació Tristan da Cunha, que es manté des del Regne Unit, proporcionen un lloc web complet que és www.tristandc.com. A l'illa es produeix un butlletí setmanal imprès local, anomenat Village Voice.

### Vacances
Segons el butlletí de l'illa del gener del 2014, s'inicia la temporada d'estiu amb el Dia del Xai, que se celebra un dissabte de mitjan desembre. Gairebé tota la població es reuneix en l'extrem llunyà de Patches Plain on es troben les cledes de les ovelles.
Hi ha un descans anual (anomenat Break-Up) del treball governamental i del camp que comença abans de Nadal i dura tres setmanes. El dia d'inici de vacances generalment se celebra amb festes en diversos "departaments" de treball. El Break-Up inclou la botiga Island, que significa que les famílies han d'organitzar-se per tenir un rebost complet de provisions durant el període. El 2013, la botiga de l'illa va tancar una setmana abans del normal per dur a terme un inventari complet, i totes les compres es van fer abans del divendres 13 de desembre, ja que la botiga no es va obrir fins a un mes després.
El cap de l'illa Alex Mitham va anunciar durant el missatge d'Any Nou del gener del 2014 que, el 2013, el Consell Insular va reconèixer que no hi havia dies festius nacionals que celebressin específicament el patrimoni i la cultura de Tristan da Cunha: "Em complau anunciar que el Consell va acordar un nou dia festiu anomenat Longboat Day, que s'instauraria el 2015 i s'hi celebraria la tradicional cursa de llanxes". No hi va haver una indicació immediata de quina data se seleccionaria per a les noves vacances.

## Fills il·lustres
- Edwin Heron Dodgson (1846-1918), un clergue de l'Església d'Anglaterra que era el germà petit de Charles Lutwidge Dodgson (Lewis Carroll), autor d'Alícia en terra de meravelles. És recordat principalment per la seva tasca com a missioner a l'illa de Tristan da Cunha del 1880 al 1884.
- Conrad "Connie" Glass MBE (nascut el 1961) és un oficial de la policia de Tristan da Cunha i un antic cap de l'illa.[58] Viu a Tristan da Cunha i és el primer habitant de l'illa en escriure un llibre sobre això, Rockhopper Copper (2005).

## En la cultura popular

### Pel·lícules
- A la pel·lícula Der Himmel über Berlin de Wim Wenders, un moribund que recorda les coses que, aparentment, li han significat més, esmenta "Tristan da Cunha".
- 37° 4 S és un curtmetratge sobre dos adolescents que viuen a l'illa.

### Literatura
- A Les aventures d'Arthur Gordon Pym d'Edgar Allan Poe, capítol 15, hi ha una història detallada i una descripció de l'illa.
- A la novel·la de Jules Verne In Search of the Castaways (literalment, A la Recerca dels Nàufrags), un dels capítols se situa a Tristan da Cunha, i s'esmenta una breu història de l'illa. L'illa també és apareix a la novel·la de Verne The Sphinx of the Ice Fields (1897; literalment, L'esfinx dels Camps de Gel), en la qual va escriure com una seqüela no autoritzada La narrativa d'Arthur Gordon Pym de Nantucket, de Poe. La traducció del 1899 en anglès de la Sra. Cashel Hoey d'Ice Fields va ser publicada sota el títol An Antarctic Mystery (Un Misteri Antàrtic).
- El poeta sud-africà Roy Campbell va escriure "Tristan de Cunha" (1927) Tristan de Cunha, un poema elegíac sobre l'illa.
- Tristan da Cunha és l'indret d'una conferència de desarmament nuclear de primer ordre en el thriller polític de Fletcher Knebel Vanished. El llibre va ser adaptat a pel·lícula de televisió el 1971 per la NBC, la qual és protagonitzada per Richard Widmark.

- La novel·la de Hervé Bazin Les Bienheureux de la Désolation (1970) descriu l'exili forçat del 1961 de la població illenca a Anglaterra després que el volcà entrés en erupció, i el seu posterior retorn.
- En la memòria de Primo Levi Il Sistema Periodico (1975), un dels contes curts de ficció, "Mercuri", està situat a Tristan da Cunha, anomenat "Illa desoladora".
- A la novel·la The Mauritius Command de Patrick O'Brian (1977), Tristan da Cunha és esmentat per un home afeccionat a les aus, el capità Fortescue de la goleta Wasp, que va passar un període prolongat a l'illa, estudiant l'Albatros mentre era a terra ferma. També a The Thirteen-Gun Salute (1991) d'O'Brian, el vaixell Dianne està gairebé destruït a l'Illa Inaccessible, amb la portada del llibre que representa l'escena.
- L'obra de Zinnie Harris, Further Than the Furthest Thing (2000; literalment, Més Enllà de la Cosa més Llunyana), està inspirat en esdeveniments que passen a l'illa, especialment l'erupció volcànica del 1961 i l'evacuació dels illencs.
- La novel·la de Raoul Schrott, Tristan da Cunha oder die Hälfte der Erde (2003), està gairebé íntegrament centrat a les illes Tristan da Cunha i Gough, i narra la història de l'arxipèlag.
- La història curta d'Alice Munro, Deep-Holes, en la seva col·lecció de contes de 2009, Too Much Happiness (literalment, Massa Felicitat). La protagonista femenina, una mare, confia al seu fill petit la seva fascinació per les illes remotes com Tristan da Cunha i les illes Fèroe. Més tard, quan el seu fill desapareix, es fa la il·lusió que el seu fill ha trobat el seu camí cap a una d'aquestes illes i hi viu.
- En el llibre Pulse de Jeremy Robinson, Tristan de Cunha és la seu principal secreta de "Beta Incorporated", una companyia de projectils de l'antagonista "Manifold Genetics", que més tard es destrueix causant artificialment una erupció per autodestruir aquesta base, matant la major part de la població d'Edimburg dels Set Mars.

### No-ficció
- Frank T. Bullen proporciona detalls de la visita a l'illa en la dècada del 1870 en el seu llibre The Cruise of the Cachalot, publicat per primera vegada el 1898.
- Raymond Rallier du Baty descriu la gent i l'illa cap al 1908 en el seu llibre 15,000 Miles in a Ketch (1915).
- A Shackleton's Last Voyage del capità Frank Wild (1923), diversos capítols (amb fotografies) relaten esdeveniments a l'illa durant l'Expedició Shackleton-Rowett al maig del 1922.
- Rose Annie Rogers, part d'una parella misionera nord-americana, va escriure una memòria del seu temps sobre Tristan da Cunha, anomenada The Lonely Island (1927).
- El llibre de Katherine Mary Barrow, Three Years in Tristan Da Cunha (1910), és una "descripció simple i veritable de la vida quotidiana entre una comunitat molt reduïda aïllada de la resta del món" a partir d'anotacions als diaris i cartes escrites durant el període en el qual la seva germana va ser a l'illa.
- Martin Holdgate descriu una visita a l'illa realitzada per una expedició científica cap a l'illa Gough el 1955 a Mountains in the Sea.
- Els Outposts: Journeys to the Surviving Relics of the British Empire (1985, reimprès el 2003; literalment, els Viatges a les Relíquies Supervivents de l'Imperi Britànic), de Simon Winchester, dedica un capítol a l'illa, que va visitar a mitjans anys vuitanta. En el pròleg de la reimpressió, l'autor afirma que va ser expulsat de Tristan da Cunha a causa de la seva redacció sobre el romanç de guerra d'una dona local. Va publicar un recompte més llarg del seu desterrament a Latham's Quarterly.
- El 2005 es va publicar Rockhopper Copper, el primer llibre sobre l'illa escrit per un illenc. Va ser escrit per Conrad Glass, oficial de policia i conservació de Tristan da Cunha.[59]
- El llibre de Robert A. Heinlein Tramp Royale (1992), sobre un viatge mundial del 1953 al 1954, va dedicar un capítol a la seva propera visita a Tristan da Cunha. Va parlar amb els illencs però no va poder arribar a terra a causa del clima.

## Continuar llegint
Guiess
- A Short Guide to Tristan da Cunha per James Glass i Anne Green, Caps de l'illa de Tristan da Cunha (2005, Whitby Press, 12 pàgines). (anglès)
- Field Guides to the Animals and Plants of Tristan da Cunha and Gough Island Edited per Peter Ryan (2007, RSPB Publication, 168 pàgines). (anglès)
- Gough Island: A Natural History per Christine Hanel, Steven Chown i Kevin Gaston (2005, Sun Press, 169 pàgines). (anglès)

Cultura
- Tristan da Cunha: History, People, Language per Daniel Schreier and Karen Lavarello-Schreier (2003, Battlebridge, 88 pàgines). (anglès)
- Rockhopper Copper: The life and times of the people of the most remote inhabited island on Earth per Conrad Glass MBE, Oficial de policia de Tristan da Cunha (2005, Polperro Heritage Press, 176 pàgines). (anglès)
- Recipes from Tristan da Cunha per Dawn Repetto, Coordinador de turisme de Tristan da Cunha (2010, Tristan Books, 32 pàgines). (anglès)
- Corporal Glass's Island: The Story of Tristan da Cunha per Nancy Hosegood (1966, Farrar, Straus, Giroux, 192 pàgines, amb diverses pàgines de fotografies). (anglès)
- Three Years in Tristan da Cunha per Katherine Mary Barrow (1910, Skeffington & Son, 200 pàgines, amb 37 fotografies). (anglès)